# برونو بيانكي (مخرج)
برونو بيانكي (بالفرنسية: Bruno Bianchi)‏ هو رسام رسوم متحركة وكاتب سيناريو ومخرج فرنسي، ولد عام 1955، وتوفي في 2 ديسمبر 2011 بسبب سرطان.

## وصلات خارجية
- برونو بيانكي على موقع IMDb (الإنجليزية)
- برونو بيانكي على موقع ألو سيني (الفرنسية)
- برونو بيانكي على موقع أول موفي (الإنجليزية)
- برونو بيانكي على موقع قاعدة بيانات الفيلم (الإنجليزية)
- برونو بيانكي على موقع كينوبويسك (الروسية)